# Grallaria
Grallaria es un género de aves paseriformes perteneciente a la familia Grallariidae, que agrupa a numerosas especies nativas de la América tropical (Neotrópico), donde se distribuyen principalmente en América del Sur (una especie, Grallaria guatimalensis, también por México y América Central), muchas de ellas a lo largo de la cordillera de los Andes, desde el norte del continente (inclusive Trinidad), hasta el norte de Argentina. Estuvo anteriormente incluido en la familia Formicariidae. A sus miembros se les conoce por el nombre común de tororoíes y también  chululúes u hormigueros tororoíes, entre otros. La taxonomía del género está en constante evolución con frecuentes descripciones de nuevas especies y separaciones de subespecies.

## Etimología
El nombre genérico femenino «Grallaria» deriva del latín moderno «grallarius» que significa ‘que camina sobre zancos’; ‘zancudo’.

## Características
Las aves de este género son un grupo de hormigueros maravillosos, carnosos y de formato arredondado, de colas extremadamente cortas y piernas muy largas, midiendo entre 14,5 cm de longitud (los menores: G. rufula y G. blakei) a 24 cm (los mayores: G. excelsa y G. gigantea). Son encontrados principalmente en selvas húmedas y montanas, alcanzando su mayor diversidad en los Andes. Siguen un patrón de tonalidades de pardo, rufo y gris, y a menudo exhiben algún tipo de barrado, escamado o estriado. Son primariamente terrestres, aunque los machos de algunas especies se encaraman en perchas bajas mientras cantan, y se pueden mover con sorprendente agilidad y velocidad. La mayoría son notoriamente tímidos y discretos, aunque unas pocas especies (notablemente los andinos G. andicolus y G. quitensis) andan más en el semiabierto. Todos los tororoíes son más conocidos por sus cantos simples pero atractivos, generalmente la primera indicación de su presencia.

## Taxonomía
Con la exclusión del género Pittasoma de Formicariidae, y su inclusión en Conopophagidae, el presente género, junto a Grallaricula, Myrmothera e Hylopezus conforma un clado monofilético bien definido idéntico a la subfamilia Grallarinae anteriormente incluida en Formicariidae. Este clado puede ser dividido en dos linajes bien característicos, el numeroso y complejo Grallaria y las especies de menor tamaño de los otros tres géneros. Por su parte, los estudios genético-moleculares de Rice, 2005 confirman la monofilia del género y sugieren la existencia de dos clados principales dentro del grupo:
- Clado 1: formado por las especies de mayor tamaño agrupados en el subgénero Grallaria (G. squamigera y G. varia), que presentan pechos ocráceos con cabezas y dorsos contrastantes en gris escamado. Los miembros de este grupo tienen vocalizaciones exclusivas, cantos potentes que se oyen desde lejos y consisten en una larga serie de «juts» repetidos, a menudo terminando en un «crescendo».
- Clado 2: formado por todas las otras especies, por su vez subdividido en tres sub-linajes: (1) el formado por las especies menores del complejo G. rufula y G. blakei, que habitan en los Andes, y tienen pecho de color liso, recibió el nombre de subgénero Oropezus; (2) el formado por las especies amazónicas de tierras bajas, G. dignissima y G. eludens, que presentan plumas de los flancos alargadas, parduzcas y crema y el pecho y flancos marcadamente estriados, con vocalizaciones virtualmente idénticas, recibió el nombre de subgénero Thamnocharis, y, (3) el formado por G. watkinsi y G. ruficapilla, incluyendo G. bangsi y G. kaestneri, con pechos moderadamente estriados y algún rufo en la cabeza y garganta, recibió el nombre de subgénero Hypsibemon. G. watkinsi es una excepción, no solo por su vocalización única, pero también por tratarse del único Grallaria que no tiene las patas de color gris azulado.

La especie tororoí de Urrao, fue recientemente descrita desde Colombia en dos trabajos separados con nombres y autores que compiten entre sí: Grallaria fenwickorum Barrera, Bartels & Fundación ProAves de Colombia, 2010 y G. urraoensis. El Comité de Clasificación de Sudamérica (SACC) reconoció la nueva especie mediante la aprobación de la Propuesta N° 479 que dio prioridad a G. urraoensis.
Las anteriormente subespecies G. quitensis alticola, de los Andes orientales de Colombia, y G. quitensis atuensis, de los Andes del norte de Perú, ya eran consideradas como especies separadas de G. quitensis por Aves del Mundo (HBW) y por Birdlife International (BLI) y más recientemente por el Congreso Ornitológico Internacional (IOC) y Clements checklist/eBird con base en diferencias morfológicas, de plumaje y vocales.

## Lista de especies
Según las clasificaciones del Congreso Ornitológico Internacional (IOC) y Clements Checklist/eBird, el género agrupa a las siguientes especies con el respectivo nombre popular de acuerdo con la Sociedad Española de Ornitología (SEO) u otro cuando referenciado:
| Imagen | Nombre científico       | Autor                                                | Nombre común            | Estado de conservación | Distribución |
| ------ | ----------------------- | ---------------------------------------------------- | ----------------------- | ---------------------- | ------------ |
|        | Grallaria squamigera    | Prevost & Des Murs, 1842                             | tororoí ondoso          | LC                     |              |
|        | Grallaria gigantea      | Lawrence, 1866                                       | tororoí gigante         | VU                     |              |
|        | Grallaria excelsa       | Berlepsch, 1893                                      | tororoí excelso         | NT                     |              |
|        | Grallaria varia         | (Boddaert, 1783)                                     | tororoí pintado         | LC                     |              |
|        | Grallaria alleni        | Chapman, 1912                                        | tororoí bigotudo        | VU                     |              |
|        | Grallaria guatimalensis | Prevost & Des Murs, 1842                             | tororoí cholino         | LC                     |              |
|        | Grallaria chthonia      | Wetmore & Phelps Jr., 1956                           | tororoí de Táchira      | CR                     |              |
|        | Grallaria haplonota     | P.L. Sclater, 1877                                   | tororoí torero          | LC                     |              |
|        | Grallaria dignissima    | P.L. Sclater & Salvin, 1880                          | tororoí del Napo        | LC                     |              |
|        | Grallaria eludens       | Lowery & O'Neill, 1969                               | tororoí del Ucayali     | LC                     |              |
|        | Grallaria ruficapilla   | Lafresnaye, 1842                                     | tororoí compadre        | LC                     |              |
|        | Grallaria watkinsi      | Chapman, 1919                                        | tororoí matorralero     | NT                     |              |
|        | Grallaria bangsi        | Allen, 1900                                          | tororoí de Santa Marta  | VU                     |              |
|        | Grallaria kaestneri     | Stiles, 1992                                         | tororoí de Cundinamarca | EN                     |              |
|        | Grallaria andicolus     | (Cabanis, 1873)                                      | tororoí andino          | LC                     |              |
|        | Grallaria griseonucha   | P.L. Sclater & Salvin, 1871                          | tororoí nuquigrís       | LC                     |              |
|        | Grallaria rufocinerea   | P.L. Sclater & Salvin, 1879                          | tororoí bicolor         | LC                     |              |
|        | Grallaria ridgelyi      | Krabbe, Agro, Rice, Jacome, Navarrete & Molina, 1999 | tororoí jocotoco        | EN                     |              |
|        | Grallaria nuchalis      | P.L. Sclater, 1860                                   | tororoí nuquicastaño    | LC                     |              |
|        | Grallaria carrikeri     | Schulenberg & Williams, M.D., 1982                   | tororoí de Carriker     | LC                     |              |
|        | Grallaria albigula      | Chapman, 1923                                        | tororoí gorgiblanco     | LC                     |              |
|        | Grallaria flavotincta   | P.L. Sclater, 1877                                   | tororoí pechiamarillo   | LC                     |              |
|        | Grallaria hypoleuca     | P.L. Sclater, 1855                                   | tororoí ventriblanco    | LC                     |              |
|        | Grallaria przewalskii   | Taczanowski, 1882                                    | tororoí rojizo          | LC                     |              |
|        | Grallaria capitalis     | Chapman, 1926                                        | tororoí bayo            | LC                     |              |
|        | Grallaria erythroleuca  | P.L. Sclater, 1874                                   | tororoí de Cuzco        | LC                     |              |
|        | Grallaria rufula        | Lafresnaye, 1843                                     | tororoí rufo            | LC                     |              |
|        | Grallaria blakei        | Graves, 1987                                         | tororoí castaño         | LC                     |              |
|        | Grallaria quitensis     | Lesson, 1844                                         | tororoí leonado         | LC                     |              |
|        | Grallaria alticola      | Todd, 1919                                           | tororoí leonado norteño | LC                     |              |
|        | Grallaria atuensis      | Carriker, 1933                                       | tororoí leonado sureño  | LC                     |              |
|        | Grallaria urraoensis    | Carantón-Ayala & Certuche-Cubillos, 2010             | tororoí de Urrao        | CR                     |              |
|        | Grallaria milleri       | Chapman, 1912                                        | tororoí bandeado        | VU                     |              |
|        | Grallaria erythrotis    | P.L. Sclater & Salvin, 1876                          | tororoí carirrufo       | LC                     |              |

### Nuevas especies descritas o separadas
Los trabajos de Isler et al. (2020) estudiaron las diversas poblaciones del complejo Grallaria rufula, que se distribuye por las selvas húmedas montanas andinas desde el norte de Colombia y adyacente Venezuela hasta el centro de Bolivia. Sus plumajes son generalmente uniformes del leonado al canela, y varían sutilmente en la tonalidad y la saturación a lo largo de su distribución. En contraste, se encontraron diferencias substanciales en las vocalizaciones entre poblaciones geográficamente aisladas o parapátricas. Utilizando una amplia filogenia molecular, y con base en las diferencias diagnósticas en la vocalización, y en el plumaje donde pertinente, los autores identificaron dieciséis poblaciones diferentes al nivel de especies, siendo tres ya existentes (G. rufula, G. blakei y G. rufocinerea), siete previamente designadas como subespecies (una de ellas, G. saturata, resucitada) y, notablemente, seis nuevas especies, listadas a seguir (los nombres en español en traducción libre). En la Propuesta N° 883 al Comité de Clasificación de Sudamérica (SACC) se reconocieron todas las nuevas especies o separadas. El IOC y Clements Checklist/eBird ya reconocen todas las especies.
| Imagen | Nombre científico      | Autor                                       | Nombre común                | Estado de Conservación | Distribución |
| ------ | ---------------------- | ------------------------------------------- | --------------------------- | ---------------------- | ------------ |
|        | Grallaria saltuensis   | Wetmore, 1946                               | tororoí del Perijá          | NT                     |              |
|        | Grallaria spatiator    | Bangs, 1898                                 | tororoí de la Sierra Nevada | NE                     |              |
|        | Grallaria alvarezi     | Cuervo, Cadena, M.L. Isler & Chesser, 2020  | tororoí chamí               | NE                     |              |
|        | Grallaria saturata     | Domaniewski & Stolzmann, 1918               | tororoí ecuatorial          | NE                     |              |
|        | Grallaria cajamarcae   | Chapman, 1927                               | tororoí de Cajamarca        | NE                     |              |
|        | Grallaria gravesi      | M.L. Isler, Chesser, Robbins & Hosner, 2020 | tororoí de Graves           | NE                     |              |
|        | Grallaria oneilli      | Chesser & M.L. Isler, 2020                  | tororoí de O'Neill          | NE                     |              |
|        | Grallaria obscura      | Berlepsch & Stolzmann, 1896                 | tororoí de Junín            | NE                     |              |
|        | Grallaria centralis    | Hosner, Robbins, M.L. Isler & Chesser, 2020 | tororoí de Oxapampa         | NE                     |              |
|        | Grallaria ayacuchensis | Hosner, Robbins, M.L. Isler & Chesser, 2020 | tororoí de Ayacucho         | NE                     |              |
|        | Grallaria occabambae   | Chapman, 1923                               | tororoí de Urubamba         | NE                     |              |
|        | Grallaria sinaensis    | Robbins, M.L. Isler, Chesser & Tobias, 2020 | tororoí de Puno             | NE                     |              |
|        | Grallaria cochabambae  | Bond & Meyer de Schauensee, 1940            | tororoí boliviano           | NE                     |              |

La especie G. saltuensis, de la Serranía del Perijá en la frontera entre Colombia y Venezuela, ya era considerada como especie separada de G. rufula por HBW y por BLI  con base en diferencias morfológicas, de plumaje y vocales.